# Филиппов, Владимир Николаевич (генерал)
Владимир Николаевич Филиппов (1838—1903) — генерал-лейтенант, участник русско-турецкой войны 1877—1878 гг.

## Биография
Родился 2 ноября 1838 года, образование получил во 2-м кадетском корпусе, из которого, произведённый 5 июня 1857 года в подпоручики, был 8 октября зачислен в лейб-гвардии 1-й стрелковый батальон с переименованием в прапорщики гвардии. 3 апреля 1860 года произведён в подпоручики.
В 1861 году по 2-му разряду закончил прохождение курса наук в Николаевской академии Генерального штаба. С 7 февраля по 30 декабря 1863 года Филипов находился в Литве и неоднократно принимал участие в делах с польскими мятежниками. Особенно он отличился в сражениях при деревне Монтвидово и под Желишками. За боевые отличия в этих делах он был награждён орденами св. Станислава 3-й степени с мечами и бантом (в 1863 г.) и св. Анны 3-й степени с мечами и бантом (в 1864 г.).
13 сентября 1865 года Филипов был переведён на Кавказ в качестве офицера Генерального штаба, состоял старшим адъютантом штаба 21-й пехотной дивизии, 8 ноября того же года произведён в штабс-капитаны. 7 марта 1867 года назначен старшим адъютантом штаба местных войск Закавказского края и Кутаисского генерал-губернаторства. 31 марта 1868 года получил чин капитана и 20 ноября 1871 года — подполковника. 7 декабря 1874 года назначен начальником штаба 41-й пехотной дивизии, 13 апреля 1875 года произведён в полковники.
3 октября 1876 года, накануне начала русско-турецкой войны он был назначен начальником штаба Эриванского отряда. В составе этого отряда Филипов находился в течение всей кампании, принимая деятельное и заметное участие в целом ряде славных дел против неприятеля. За боевые отличия и храбрость, оказанные в этой кампании, Филипов был награждён в 1878 году золотой саблей с надписью «За храбрость» и орденом св. Владимира 3-й степени с мечами. Но ещё ранее, 26 декабря 1877 года Филипов был удостоен ордена св. Георгия 4-й степени
В воздаяние за отличие, оказанное при атаке 28 Июня 1877 года города Баязета, где, состоя в должности Начальника Штаба 41 пехотной дивизии, произвел во время боя рекогносцировку неприятельской позиции, чем содействовал победе.
С 25 марта по 30 апреля 1878 года Филипов занимал должность начальника штаба 4-й пехотной дивизии, затем до 11 июля был на такой же должности в 4-й казачьей Донской дивизии.
После войны Филипов состоял делегатом международной комиссии по разграничению Восточной Румелии с Турцией согласно постановлению Берлинского конгресса.
11 декабря 1880 года Филипов был назначен военным агентом в Константинополь, и в этой должности, произведённый 24 марта 1885 года в генерал-майоры, оставался до 12 сентября 1885 года. Затем Филипов последовательно занимал должности командира 1-й бригады 13-й пехотной дивизии (до 9 ноября 1889 года), помощника начальника штаба Одесского военного округа (по 4 февраля 1891 года), начальника 4-й стрелковой бригады (по 20 марта 1895 года), начальника 13-й и с 28 декабря 1896 года 15-й пехотных дивизий. 1 января 1895 года произведён в генерал-лейтенанты.
С 3 марта 1900 года Филипов состоял командиром 11-го армейского корпуса, причём в начале августа этого года, во время осложнений с Китаем, был назначен командующим десантным корпусом, формировавшимся из 1-й, 2-й и 5-й стрелковых бригад. По окончании военных действий против боксёров Филипов возвратился на должность командующего 11-м армейским корпусом.
Филипов умер 12 мая 1903 года в Одессе.

## Награды
Среди прочих наград Филиппов имел ордена:
- Орден Святого Станислава 3-й степени с мечами и бантом (1863 год)
- Орден Святой Анны 3-й степени с мечами и бантом (1864 год)
- Орден Святого Станислава 2-й степени (1869 год, императорская корона к этому ордену пожалована в 1871 году)
- Орден Святой Анны 2-й степени (1873 год)
- Орден Святого Георгия 4-й степени (26 декабря 1877 года)
- Золотая сабля с надписью «За храбрость» (1878 год)
- Орден Святого Владимира 3-й степени (1878 год)
- Орден Святого Станислава 1-й степени (1887 год)
- Орден Святой Анны 1-й степени (1890 год)
- Орден Святого Владимира 2-й степени (1901 год)

## Труды
- Военный обзор Тифлисской губернии и Закатальского округа. — СПб., 1872.
- Военно-топографический и стратегический обзор северо-восточных провинций Азиатской Турции. — СПб., 1874.
- Военное обозрение Азиатской Турции. — СПб., 1881.
- Военное обозрение Фракийского полуострова. — СПб., 1884.
- Стратегическое описание Босфора. — СПб., 1886.
- Топографический обзор Тифлисской губернии и Закатальского округа. — Тифлис, 1897. (2-е изд. книги 1872 года)